# Продолговатая змеиношеяя черепаха
Продолговатая змеиношеяя черепаха
 (лат. Chelodina oblonga) — вид змеиношейных черепах (Chelidae). Обитает на юго-западе Австралии.
Вырастает до 40 см. Панцирь удлиненный, сужается к центру, образуя талию. Цвет карапакса от серого до голубого и может иметь оливковые и коричневые крапинки. Голова и шея серые или оливковые. Пластрон бледно-кремовый. Плотоядна. Делает 2 кладки за сезон между сентябрем и октябрем, а потом между декабрем и январем. При температуре более 18 °C самки отползают от воды по берегу на расстояние 20—100 м, где откладывают 3—14 яиц.